# Gymnolaema tuberosa
Gymnolaema tuberosa är en oleanderväxtart som beskrevs av Eileen Adelaide Bruce. Gymnolaema tuberosa ingår i släktet Gymnolaema och familjen oleanderväxter. Inga underarter finns listade i Catalogue of Life.